# 10-й меридіан західної довготи
10-й меридіан західної довготи — лінія довготи, що лежить на 10 градусів західніше Гринвіцького меридіана. Вона проходить від Північного полюса через Північний Льодовитий океан, Атлантичний океан, Європу, Африку, Південний океан та Антарктиду до Південного полюса.
10-й меридіан західної довготи формує велике коло разом із 170-тим меридіаном східної довготи.
Між 1939 та 1945 роками меридіан визначав західний кордон Нової Швабії — антарктичної території, на яку висувала претензії Нацистська Німеччина.

## Список географічних об'єктів, що перетинає 10° зх. д.
Починаючи на Північному полюсі та рухаючись до Південного полюса, 10-й меридіан західної довготи проходить через:
| Координати                                                 | Країна, територія або море                          | Примітки                                                                    |
| ---------------------------------------------------------- | --------------------------------------------------- | --------------------------------------------------------------------------- |
| 90°0′ пн. ш. 10°0′ зх. д. / 90.000° пн. ш. 10.000° зх. д.  | Північний Льодовитий океан                          |                                                                             |
| 82°12′ пн. ш. 10°0′ зх. д. / 82.200° пн. ш. 10.000° зх. д. | Атлантичний океан                                   |                                                                             |
| 54°19′ пн. ш. 10°0′ зх. д. / 54.317° пн. ш. 10.000° зх. д. | Ірландія                                            | Проходить через півострів Паллет[en], острови Акілл і Клер[en] та Коннемару |
| 53°23′ пн. ш. 10°0′ зх. д. / 53.383° пн. ш. 10.000° зх. д. | Атлантичний океан                                   |                                                                             |
| 52°15′ пн. ш. 10°0′ зх. д. / 52.250° пн. ш. 10.000° зх. д. | Ірландія                                            | Проходить через півострови Дінгл[en], Айверах[en] та Беара[en]              |
| 51°37′ пн. ш. 10°0′ зх. д. / 51.617° пн. ш. 10.000° зх. д. | Атлантичний океан                                   |                                                                             |
| 29°39′ пн. ш. 10°0′ зх. д. / 29.650° пн. ш. 10.000° зх. д. | Марокко                                             |                                                                             |
| 27°40′ пн. ш. 10°0′ зх. д. / 27.667° пн. ш. 10.000° зх. д. | Західна Сахара                                      | Претендує Марокко та Сахарська Арабська Демократична Республіка             |
| 26°0′ пн. ш. 10°0′ зх. д. / 26.000° пн. ш. 10.000° зх. д.  | Мавританія                                          |                                                                             |
| 15°21′ пн. ш. 10°0′ зх. д. / 15.350° пн. ш. 10.000° зх. д. | Малі                                                |                                                                             |
| 12°7′ пн. ш. 10°0′ зх. д. / 12.117° пн. ш. 10.000° зх. д.  | Гвінея                                              |                                                                             |
| 8°26′ пн. ш. 10°0′ зх. д. / 8.433° пн. ш. 10.000° зх. д.   | Ліберія                                             |                                                                             |
| 5°49′ пн. ш. 10°0′ зх. д. / 5.817° пн. ш. 10.000° зх. д.   | Атлантичний океан                                   |                                                                             |
| 40°18′ пд. ш. 10°0′ зх. д. / 40.300° пд. ш. 10.000° зх. д. | Острови Святої Єлени, Вознесіння і Тристан-да-Кунья | Проходить через острів Гоф                                                  |
| 40°19′ пд. ш. 10°0′ зх. д. / 40.317° пд. ш. 10.000° зх. д. | Атлантичний океан                                   |                                                                             |
| 60°0′ пд. ш. 10°0′ зх. д. / 60.000° пд. ш. 10.000° зх. д.  | Південний океан                                     |                                                                             |
| 70°50′ пд. ш. 10°0′ зх. д. / 70.833° пд. ш. 10.000° зх. д. | Антарктида                                          | Проходить через Землю Королеви Мод (претендує Норвегія)                     |